# Municipalità di Kazbegi
La municipalità di Kazbegi (in georgiano ყაზბეგის მუნიციპალიტეტი?) è una municipalità della regione georgiana di Mtskheta-Mtianeti.
Nel censimento del 2002 la popolazione si attestava a 5 261 abitanti. Nel 2014 il numero risultava essere 3 795.
La cittadina di Stepantsminda è il centro amministrativo della municipalità, la quale si estende su un'area di 1 082 km².

## Popolazione
Dal censimento del 2014 la municipalità risultava costituita da:
- Georgiani, 99,24%
- Osseti, 0,34%
- Russi, 0,18%
- Armeni, 0,08%

## Luoghi d'interesse
- Khevi
- Abano
- Gudauri
- Goristsikhe
- Monumento all'amicizia dei popoli di Russia e Georgia
- Stepantsminda
- Gola di Darial
- Valle di Truso
- Valle del diavolo
- Chiesa della Trinità di Gergeti
- Resi